# 云原生网络功能
云原生网络功能（Cloud-Native Functions，CNF）是一种由软件实现的功能或应用程序，与运行在物理设备上的传统网络不同，它是运行在 Linux 容器 内的，通常由 Kubernetes 编排   。CNF 与 VNF（虚拟化网络功能）（网络功能虚拟化的组成部分之一）的不同之处在于它们的编排方法。
在 ETSI NFV 标准中，云原生网络功能是一种特殊类型的虚拟化网络功能，要能够使用 ETSI NFV MANO 架构和技术无关的描述符（例如 TOSCA、YANG）编排为 VNF。这需要 ETSI NFV MANO 架构层面（即 NFVO 和 VNFM）与容器基础设施服务管理（CISM）功能 相互配合，通常是使用云原生编排解决方案（例如 Kubernetes）实现的。
云原生网络功能的特点如下：  
- 通过标准化 RESTful API 相互通信的容器化微服务
- 资源消耗较小，具有水平扩展的能力
- 具备独立的客户操作系统，因为 CNF 是使用容器运行的
- 生命周期可由 Kubernetes 管理，使用 OCI Docker 和 OS 容器运行时等容器镜像注册表

## 与网络功能虚拟化（NFV）的关系
云原生网络功能通过结合互联网基础设施中的创新，解决了第一代 VNF 发现的许多常见问题。其中包括自动扩缩 、支持持续交付或 DevOps 部署模型，以及通过跨平台共享公共服务来提高效率。服务发现和编排能力也使基于 CNF 的系统在节点发生故障时具有更强的弹性 。可以在 ETSI GS NFV-EVE 011 中找到用于对云原生 VNF 实现进行分类和描述的标准规范。 

## 云原生计算基金会（CNCF）
Linux 基金会 支持的云原生计算基金会 （页面存档备份，存于）项目正在大力支持公司为 Kubernetes 或 Prometheus 等开源项目做出贡献，云原生网络功能可以在此基础之上进行孵化。CNCF 项目还创建了一个 CNF 测试平台，以便对各种云原生网络功能进行通用测试。
1. ↑  . Ligato.io. （原始内容存档于2023-02-02）.
2. 1 2 3  . CDNF.io. （原始内容存档于2023-02-02）.
3. ↑  , cloud-native-principles, 2020-07-21  [2020-07-22], （原始内容存档于2023-02-09）
4. ↑  . nfvwiki.etsi.org.   [2022-04-27]. （原始内容存档于2023-02-02） （英语）.
5. ↑   (PDF). www.etsi.org.   [2022-07-20]. （原始内容存档 (PDF)于2023-02-02） （英语）.
6. 1 2  . Cisco. （原始内容存档于2023-02-06）.
7. ↑  , Cloud Native Computing Foundation (CNCF), 2020-07-20  [2020-07-22], （原始内容存档于2023-02-02）
8. ↑   (PDF). www.etsi.org.   [2022-04-27]. （原始内容存档 (PDF)于2022-01-26） （英语）.
9. ↑  . Cloud Native Computing Foundation.   [2020-07-22]. （原始内容存档于2023-02-02） （美国英语）.
10. ↑  cncf. . Cloud Native Computing Foundation. 2019-02-25  [2020-07-22]. （原始内容存档于2020-07-22） （美国英语）.